# Ehretia cymosa
Ehretia cymosa là loài thực vật có hoa trong họ Ehretiaceae. Loài này được Thonn. mô tả khoa học đầu tiên năm 1827.